# Калина (Видинская область)
Калина (болг. Калина) — село в Болгарии. Находится в Видинской области, входит в общину Брегово. Население составляет 36 человек.

## Политическая ситуация
Калина подчиняется непосредственно общине и не имеет своего кмета.
Кмет (мэр) общины Брегово — Милчо Лалов Выков (Болгарская социалистическая партия (БСП)) по результатам выборов.